# Emil Köpplinger
Emil Köpplinger (Norimberga, 19 dicembre 1897 – 29 luglio 1988) è stato un calciatore tedesco, di ruolo centrocampista.